# Kościół Podwyższenia Krzyża Świętego w Polanowie
Kościół Podwyższenia Krzyża Świętego – rzymskokatolicki kościół parafialny należący do dekanatu Polanów diecezji koszalińsko-kołobrzeskiej, zlokalizowany w Polanowie, w powiecie koszalińskim, w województwie zachodniopomorskim.

## Historia
Świątynia została zbudowana w latach 1911–1912 w stylu neogotyckim według projektu Czesława Tarka z Koszalina jako pierwsza katolicka w mieście po okresie reformacji. Z prośbą o opracowanie projektu kościoła zwrócił się do architekta ówczesny duszpasterz gminy katolickiej w mieście, ksiądz Richard Schalla. W dniu 22 sierpnia 1911 roku minister wyznań zezwolił na rozpoczęcie prac budowlanych. Budowa rozpoczęła się w dniu 24 października 1911 roku, natomiast kamień węgielny został położony w dniu 10 listopada tego samego roku. Budowla konsekrowana została w dniu 26 marca 1912 roku przez księdza doktora Piontka z Koszalina.

## Architektura
Jest to świątynia murowana, wzniesiona z cegły. Nakryta jest drewnianym stropem. Dach kościoła jest dwuspadowy. Na nim znajduje się mała wieżyczka w kształcie ostrosłupa. Nad oknami i drzwiami znajdują się ostre łuki. W otworach okiennych umieszczonych jest 6 witraży:
- IHS,
- Alfa i Omega,
- krzyż z koroną cierniową,
- chusta Weroniki,
- Najświętsze Serce Jezusa,
- Eucharystia[2].